# 5 dollari per Ringo
5 dollari per Ringo è un film western del 1966 diretto da Ignacio F. Iquino e da Juan Xiol.

## Trama
Lo sceriffo di Rimrock, Lester Sands, deciso a catturare i banditi della contea, riesce a sventrare un assalto alla diligenza incontrando un'avventuriera Sara disposta a collaborare con lui. Ma, Lester scopre che i criminali hanno il rifugio a Lindsborg con a capo il loro sindaco Aldo Rudell, ma non ha le prove, e si allea con il giudice Burnett, che si scopre di essere il capobanda.